# Lisa och Sluggo

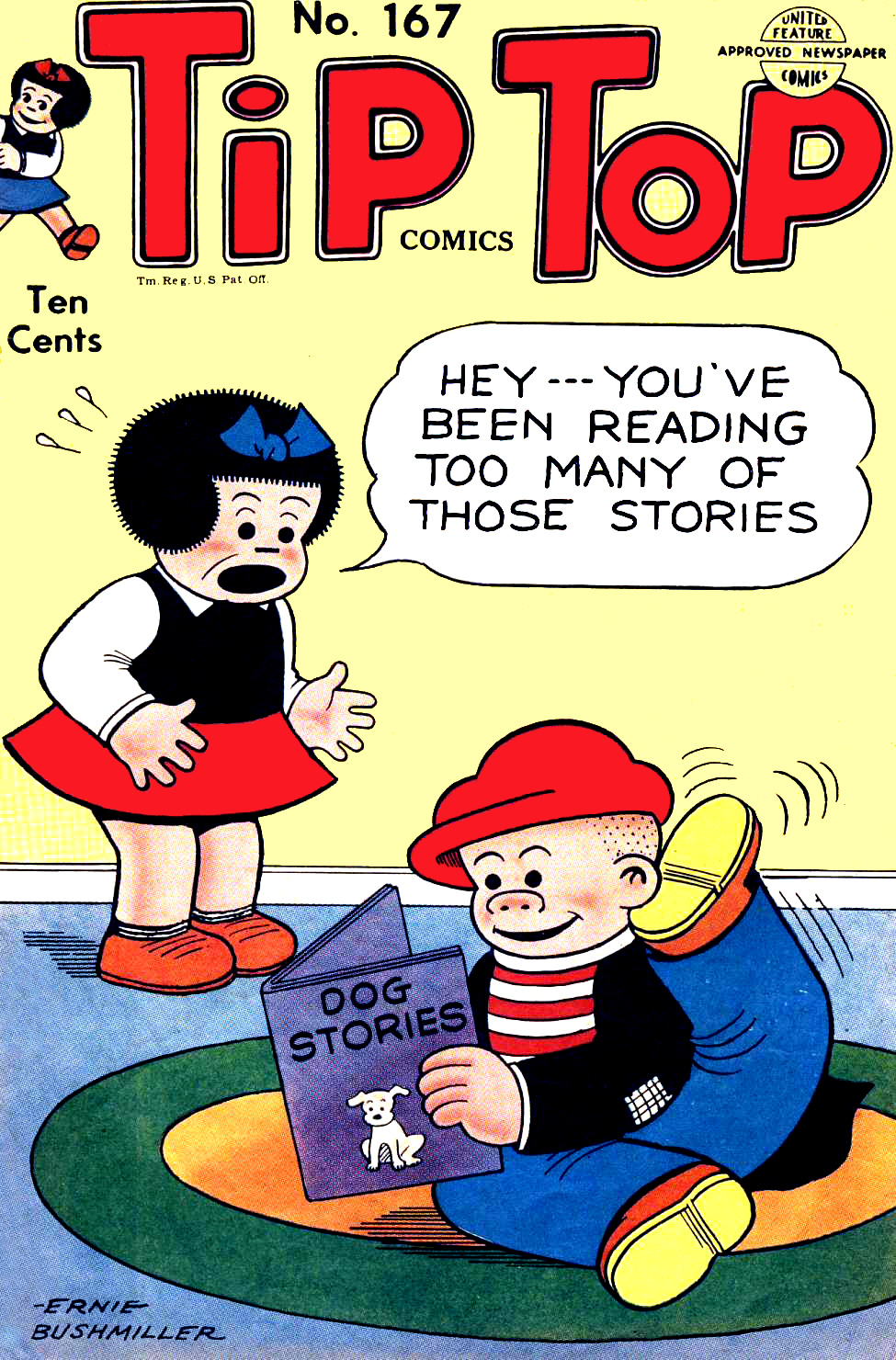
Lisa och Sluggo, 1951.

Lisa och Sluggo, i original Nancy, är en amerikansk tecknad serie som skapades av Ernie Bushmiller.
Huvudpersonen, en något rund och lillgammal åttaåring, dök först upp i seriestrippen Fritzi Ritz, som Larry Whittington började rita 1922 och som Bushmiller tog över tre år senare. Den 2 januari 1933 introducerades Fritzis syster- eller brorsdotter Nancy, som snart dominerade serien. Den löpande serien bytte namn till Nancy 1938, men Fritzi Ritz fortsatte på söndagssideformat fram till 1968. Som mest gick Nancy i nästan 900 dagstidningar. I Dagens Nyheter började serien den 14 december 1936, som en av tidningens första tecknade serier, under namnet Fritzi Ritz. Den 1 oktober 1945 bytte DN namn på serien till "Lisa och Sluggo".

## Priser
Bushmiller vann National Cartoonist Societys Humor Comic Strip Award 1961 och deras Reuben Award för bästa serietecknare 1976.

## Lisa och Sluggo som inspiration för andra artister
Serien har inspirerat ett antal andra artister:
- Lisa var motivet för Andy Warhols målning Nancy från 1961 och ett antal verk av Joe Brainard, exempelvis If Nancy Was an Ashtray, If Nancy Was a Boy, If Nancy Was a da Vinci Sketch.

- Serietecknaren Scott McCloud skapade ett slags kortspel, 5-card Nancy som låter spelarna använda slumpvis valda serierutor ur Lisa och Sluggo för att skapa egna historier.
- Mad har publicerat ett antal parodier, bland annat “Nansy” i vilken Lisa förvandlas till huvudrollsinnehavaren i ett antal andra tecknade serier, bland annat Kalle Anka, Dick Tracy och Knallhatten, och behåller sin näsa och frisyr. Mad, publicerade även den hårdkokta If Mickey Spillane Wrote Nancy.
- Quinos Mafalda påminner mycket om den tidiga Lisa och Sluggo, som Quino driver med i någon seriestripp.
- Persongalleriet i Max Cannons Red Meat innehåller en pojke som heter Stubbo och är tecknad i Bushmillers stil.

## Samlingsböcker
- Everything I Need to Know I Learned from Nancy: The Enduring Wisdom of Ernie Bushmiller (1993) Pharos Books
- Nancy's Pets (1991) Kitchen Sink
- Bums, Beatniks and Hippies / Artists and Con Artists (1990) Kitchen Sink
- Nancy Dreams and Schemes (1990) Kitchen Sink
- How Sluggo Survives (1989) Kitchen Sink
- Nancy Eats Food (1989) Kitchen Sink
- The Best of Ernie Bushmiller's Nancy av Brian Walker (1988)
- The Nancy Book (2008) Siglio Press
- Nancy v1 (2009) Drawn & Quarterly (nytryck av John Stanley-material)
- Nancy v2 (2010) Drawn & Quarterly (nytryck av John Stanley-material)
- Nancy Is Happy: Complete Daily Strips 1942-45 (2010) Fantagraphics Books